# 142757 Collinge
142757 Collinge è un asteroide della fascia principale. Scoperto nel 2002, presenta un'orbita caratterizzata da un semiasse maggiore pari a 2,5401134 UA e da un'eccentricità di 0,1144946, inclinata di 14,72883° rispetto all'eclittica.